# Mike Knuble
Michael Rudolph Knuble, detto Mike (Toronto, 4 luglio 1972), è un ex hockeista su ghiaccio canadese naturalizzato statunitense.

## Carriera
Nel corso della sua carriera ha indossato, tra le altre, le maglie di Adirondack Red Wings (1994-1997), Detroit Red Wings (1996-1998), New York Rangers (1998-2000), Boston Bruins (2000-2004), Linköpings HC (2004/05), Philadelphia Flyers (2005-2009, 2012/13), Washington Capitals (2009-2012) e Grand Rapids Griffins (2012/13).
Ha rappresentato la nazionale statunitense ai Giochi olimpici invernali 2006 e a quattro edizioni dei campionati mondiali (1995, 1999, 2001 e 2005).